# تيم كرانستون
تيم كرانستون هو لاعب هوكي الجليد ومحامي كندي، ولد في 13 ديسمبر 1962 في وندسور في كندا.

## وصلات خارجية
- تيم كرانستون على موقع EliteProspects.com (الإنجليزية)
- تيم كرانستون على موقع HockeyDB.com (الإنجليزية)